# リッケンバッカー・325
リッケンバッカー・325は、アメリカのリッケンバッカー社のエレクトリックギターの300シリーズの一機種名を指す。325というモデル名は「ショートスケールのセミホロー（セミアコ）構造のボディーを持ち、3個のピックアップとビブラートユニットを有する」ということを意味する。ビートルズのジョン・レノンが使用した事で有名なモデルである。

## 来歴
1958年に Capri325 というモデル名で楽器ショ-等でデビューした。20-3/4というショートスケールにセミホローボディー、3個のピックアップ、カフマンビブラートユニットが取り付けられた物であった。発売当初（モデルの節の325C58MGの解説参照）は、ほとんど売れずに在庫が常に倉庫に残っているような状態であったという。ジョン・レノンが購入し、ビートルズとしてデビューすると急に注目を浴びることとなった。1964年にはこれを参考にして仕様変更（ボディー構造の見直し、黒カラーリング追加、アクセントビブラートユニット、2ボリューム2トーン1バランスコントロール）が行われ、325というモデル名で製造販売された。同時期には12弦仕様や、fホールが開いたボディーを持つ機種（イギリス国内で1996というモデル名が付けられた）も製造販売された。1960年代後期には製造中止されたが、1984年からV（ビンテージ）シリーズの一機種として325V59、325V63といったジョンが使用したモデルのリイシューの位置づけで製造販売された。1990年～1993年には325JLというジョン・レノンシグネチャーモデルも製造販売された。2002年にCシリーズの一機種として、325C58,2006年には325C64、1996が製造販売された。2010年現在ではCシリーズ改編にともない、325C58は廃番となり325のモデル名がつくカタログモデルは325C64のみとなっている。

## モデル

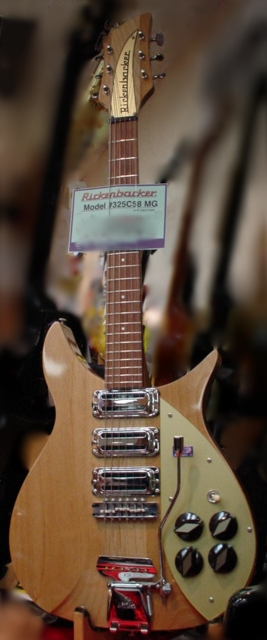
325C58 MG（生産終了）
ジョン・レノンが入手した当初の仕様である1958年のリィシューモデル。ジョン・レノン・ミュージアムに展示されているものを参考に、ギターショップwithの意見を集約した上で復刻された。当モデルの特徴はナチュラル塗装・ゴールドのピックガード＆ネームプレート・オープンバックペグ、テレビノブ型コントロールノブ（ブラウンノブ）、カフマン・ビブラートが装着されていた点などが挙げられる。また後述の325C64との決定的な違いはボディ・ネック共にアルダー材が使われている事である。ボディは325C64に比べ厚みがあるものの内部がほぼ空洞なのでC64と比べると軽い（約2.3kg）
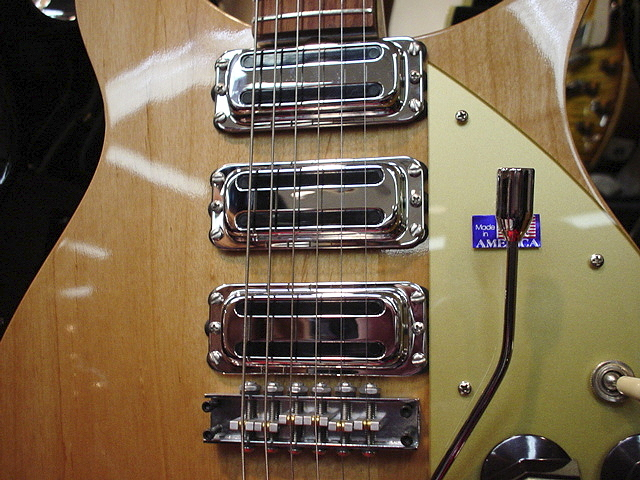
325C58 JG（ヴィンテージモデルの325V59に相当）（生産終了）
325C58MGのジェットグロー（カラー）タイプ。スペックは325C58MGと同じ。
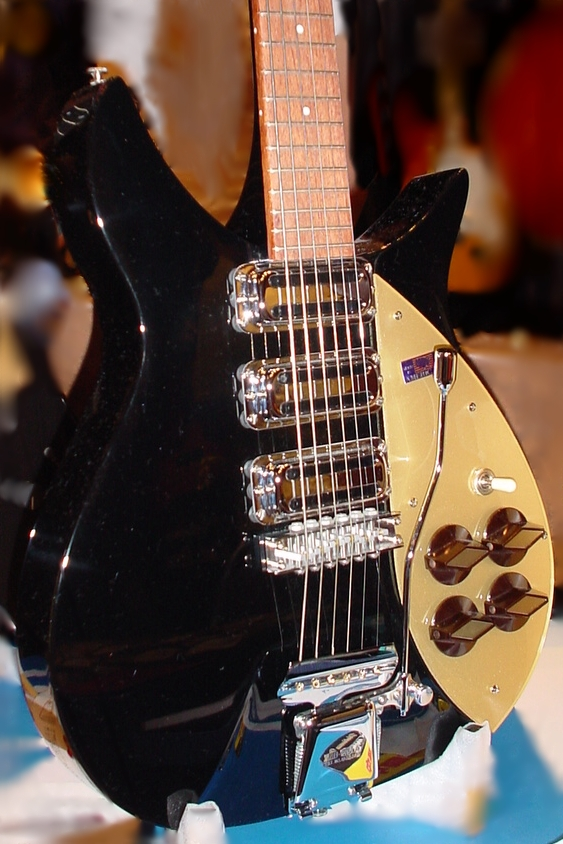
325C64（ヴィンテージモデルの325V63に相当）
1964年に生産されたモデルを復刻したタイプ。ジェットグロー（ブラック）塗装、ホワイトのピックガード＆ネームプレート、小型のコントロールノブなどに変わった。また、ボディとネック材がアルダー材からメイプルに変更、厚みも薄くなった。但し内部に力木が通っている為、重量は3.2kgとC58よりやや重い。またCシリーズの特徴としてネームプレートやペグ、ピックアップに使用されているプラスネジをオリジナルモデル発表当時と同じマイナスネジに変更という拘わりも見られる（JLシリーズも同様）
- 325/1996
ファイア・グロー（チェリー・サンバースト）で、ボディの左側にfホールが開けられている。製造時期の違いでfホールの傾きに差異が見られる。
- 325/12
325の12弦モデルで、ジョン・レノンが1964年にオーダーして作らせたもの。325の64年モデルと外見はほとんど同じ。1964年7月14日、17日のBBC公開ラジオ収録で使用。
- 320-12V63 "325-12V63"
- JLシリーズ
ジョン・レノンのシグネイチャー限定モデル（生産終了）。
よりシャープな印象で、John Lennonのサインが刻印されている。
ショートスケールの"325JL"、レギュラースケールの"355JL"、同12弦モデルの"355-12JL"の計3モデル計2000本限定品。
1990年にジョン・レノンの生誕50年を記念して製造され、1本目の325JLはジョンの息子ショーン・レノンに贈られた。

- 325C58 MG
- 325C58 MG(拡大)
- 325C58 JG

## 著名なプレイヤー
- ジョン・レノン - エレクトリック・ギターに詳説あり。
- ジョン・フォガティ　1967年製と言われているfホールがある325を使用していた。ナット色が白であったり、ブリッジ側のピックアップをハムバッカーに変更したり、ビグズビーアームが付いていたりと当時の325とは異なる改造が施された器材と思われる。
- 奥田民生　製造年不明だが、325V63（ジェットグロー)を使用。本人によると「中古で購入した。前の持ち主はジョン・レノンフリークに違いない。当時のジョン・レノンが行っていたようにボディーに演奏曲順を書いた紙をセロテープで貼り付けてあり、そのまま剥がさずに使用している。」とのこと。

## 輸入代理店
2013年2月よりリッケンバッカーの日本輸入代理店であった新星堂から楽器事業部門を山野楽器へ事業譲渡に伴い移行。